# Vražda Hassana Elamina Abdelradiho
Vražda Hassana Elamina Abdelradiho byl rasově motivovaný útok, který se odehrál 8. listopadu 1997 v areálu kolejí Vysoké školy ekonomické v Praze na Jarově a vyústil ve vraždu súdánského studenta VŠE Hassana Elamina Abdelradiho.

## Průběh útoku
Útok provedli dva příslušnici hnutí skinhead Petr Zborník a Jan Schimperk, kteří nejprve napadli okolo půl druhé ráno poblíž diskotéky „U Dělové koule“ v ulici Koněvova na Praze 3 súdánského studenta Abdula Karima, který před nimi utekl na vysokoškolskou kolej Jarov. Jeden ze skinheadů, Petr Zborník, pronásledoval Abdula na koleje, přičemž mu způsobil vážné zranění ruky. Poté se Zborník dal na ústup, během nějž narazil v areálu kolejí na dalšího súdánského studenta Hassana Elamina Abdelradiho, kterého dvakrát bodl do břicha. Hassan Elamin Abdelradi následkem útoku zemřel.

## Reakce na útok
Případ vzbudil výraznou veřejnou odezvu, na protirasistické demonstraci před budovou Vysoké školy ekonomické se sešly tisíce lidí. Na demonstraci vystoupila řada ministrů Jindřich Vodička, Ivan Pilip, Josef Lux či Michael Žantovský, předseda Senátu Petr Pithart, předseda Poslanecké sněmovny a ČSSD Miloš Zeman. Z veřejně činných osobností vystoupil například kněz Tomáš Halík a další osobnosti.
Miloš Zeman na demonstraci oznámil přípravu zákona, který by hnutí skinheads postavil mimo zákon. Pro zákaz hnutí se vyslovili také Petr Pithart a Josef Lux. Obdobné manifestace se konaly také v dalších českých a moravských městech.
V reakci na obavy veřejnosti z dalších násilností byl na plánovaném koncertě skinheadských kapel o víkendu 15. a 16. listopadu 1997 (tedy pouhý týden po vraždě) v Rakovníku pod velením ředitele rakovnické policie JUDr. Františka Bindíka policisty skinheadům zabráněn vstup z nádraží do města. Bindík byl následně souzen pro omezování svobody pohybu těchto osob, ovšem stíhání bylo zastaveno milostí prezidenta Václava Havla.

## Trestní proces
23. března 1998 odsoudil Městský soud v Praze Petra Zborníka za ublížení na zdraví a vraždu k trestu 14,5 roku ve věznici s ostrahou, jeho komplic Jan Schimperk byl za trestný čin násilí proti skupině obyvatel odsouzen 7,5 měsíce nepodmíněně. Odvolací soud snížil Zborníkovi trest o jeden rok, zatímco Schimperkovi uložil podmíněný trest.

## Obraz v kultuře
Případ vraždy súdánského studenta zpracovává seriál České televize Případy 1. oddělení v díle Súdánský student.
Případu je věnována část dokumentárního filmu České televize Proměny českého zločinu Zločinci s idejemi, kde je ukázán sestřih záběrů z policejní rekonstrukce.